# 袋倉站
袋倉站（日语：／ Fukurogura eki */?）是位於群馬縣吾妻郡嬬戀村大字袋倉311番4號，東日本旅客鐵道（JR東日本）的吾妻線車站。

## 歷史
- 1971年（昭和46年）3月7日：車站啟用[1]。
- 1987年（昭和62年）4月1日：伴隨國鐵分割民營化，車站由東日本旅客鐵道（JR東日本）營運[2]。
- 2014年（平成26年）10月1日：此站編入至東京近郊區間[3]。

## 車站構造
車站是一座地面車站，設有1面1線的單式月台。此站是由長野原草津口站管理的無人車站，在月台上設有候車室，沒有車站大樓。

## 使用狀況
以下為1日平均乘車人次：
| 年度   | 一日平均 乘車人次 |
| ------ | ----------------- |
| 2002年 | 22                |
| 2003年 | 24                |
| 2004年 | 24                |
| 2005年 | 25                |
| 2006年 | 20                |
| 2007年 | 23                |
| 2008年 | 19                |
| 2009年 | 21                |
| 2010年 | 20                |
| 2011年 | 19                |

## 車站周邊
- 半出來溫泉（日语：半出来温泉）[1]
- 吾妻川（日语：吾妻川）

## 相鄰車站
東日本旅客鐵道（JR東日本）
■吾妻線
羽根尾－袋倉－萬座·鹿澤口

## 注腳
1. 1 2 3 4 5 6 7 8  . 週刊朝日百科. 12号 大宮駅・野辺山駅・川原湯温泉駅ほか. 朝日新聞出版. 2012-10-28: 25 （日语）.
2. ↑  『交通年鑑 昭和63年版』 交通協力會，1988年3月。
3. ↑   (PDF) (新闻稿). 東日本旅客鐵道. 2014-05-26  [2020-05-24]. （原始内容存档 (PDF)于2019-06-29） （日语）.
4. ↑  群馬縣統計年鑑

## 外部連結
- 車站資訊（袋倉）：東日本旅客鐵道（日語）